# Stavhopp för herrar i friidrott vid olympiska sommarspelen 1984
Stavhopp för herrar vid olympiska sommarspelen 1984 i Los Angeles avgjordes 8 augusti. 

## Medaljörer
| Gren     | Guld                      | Guld   | Silver           | Silver | Brons                                        | Brons |
| Stavhopp | Pierre Quinon · Frankrike | 5,75 m | Mike Tully · USA | 5,70 m | Earl Bell · USA Thierry Vigneron · Frankrike |       |

## Resultat

### Kval
- Hölls måndagen den 6 augusti 1984.

| Placering | Grupp A                | Höjd   |
| --------- | ---------------------- | ------ |
| 1.        | Earl Bell (USA)        | 5.45 m |
| 1.        | Thierry Vigneron (FRA) | 5.45 m |
| 1.        | Mike Tully (USA)       | 5.45 m |
| 4.        | Alberto Ruiz (ESP)     | 5.45 m |
| 5.        | Pierre Quinon (FRA)    | 5.40 m |
| 6.        | Felix Böhni (SUI)      | 5.40 m |
| 7.        | Tom Hintnaus (BRA)     | 5.35 m |
| 8.        | Serge Ferreira (FRA)   | 5.30 m |
| 9.        | Doug Lytle (USA)       | 5.30 m |
| —         | Miro Zalar (SWE)       | NM     |

| Placering | Grupp B                | Höjd        |
| --------- | ---------------------- | ----------- |
| 1.        | Kimmo Pallonen (FIN)   | 5.40 m      |
| 2.        | Mauro Barella (ITA)    | 5.35 m      |
| 3.        | Yang Weimin (CHN)      | 5.30 m      |
| 4.        | Jeff Gutteridge (GBR)  | 5.30 m      |
| 5.        | Tomomi Takahashi (JPN) | 5.30 m      |
| 6.        | John Morrisette (ISV)  | 5.20 m (NR) |
| 7.        | Keith Stock (GBR)      | 5.20 m      |
| 8.        | Ji Zebiao (CHN)        | 5.10 m      |
| 9.        | Edgardo Rivera (PUR)   | 5.10 m      |
| —         | Alfonso Cano (ESP)     | NM          |

### Final
| Placering              | Final                  | Höjd   |
| ---------------------- | ---------------------- | ------ |
|                        | Pierre Quinon (FRA)    | 5.75 m |
|                        | Mike Tully (USA)       | 5.65 m |
|                        | Earl Bell (USA)        | 5.60 m |
| Thierry Vigneron (FRA) |                        | 5.60 m |
| 5.                     | Kimmo Pallonen (FIN)   | 5.45 m |
| 6.                     | Doug Lytle (USA)       | 5.40 m |
| 7.                     | Felix Böhni (SUI)      | 5.30 m |
| 8.                     | Mauro Barella (ITA)    | 5.30 m |
| 9.                     | Alberto Ruiz (ESP)     | 5.20 m |
| 10.                    | Yang Weimin (CHN)      | 5.10 m |
| 11.                    | Jeff Gutteridge (GBR)  | 5.10 m |
| –                      | Tom Hintnaus (BRA)     | NM     |
| –                      | Serge Ferreira (FRA)   | NM     |
| –                      | Tomomi Takahashi (JPN) | NM     |